# Крововтрата
Крововтрата (лат. sanguis — кров) — стан, викликаний втратою крові. Крововтрата, зазвичай, настає як наслідок кровотечі та характеризується рядом патологічних реакцій організму. Швидкість настання реакцій та їхній перебіг залежить від фактору швидкості кровотечі та об'єму втраченої крові. Найбільш швидко це відбувається при пошкодженні великих артерій. З клінічної точки зору, смерть настає від втрати кров'ю здатності переносити кисень, а також від порушення кровообігу.

## Види крововтрати
Залежно від кількості втраченої крові, крововтрату розрізняють:
- малу — менше 0,5 л. Проходить майже безсимптомно або з легким запамороченням;
- середню — від 0,5 до 1,0 л. Пульс частішає, починається сильна слабкість та нудота, кінцівки стають холодними;
- велику — від 1,0 до 2,0. Дуже швидкий пульс, шкіра блідна та може синіти, проступає холодний піт, втрачається гострота зору, починається апатія;
- масивну — від 2,0 до 3,5. Тиск швидко падає, частота пульсу підвищується, погляд стає байдужим, свідомість втрачається, очі западають[3].

Враховуючи середній об'єм крові для людини — 5,6 л., критичною є одноразова втрата понад 40 %.

## Припинення крововтрати організмом
Залежно від типу поранення та перебігу крововтрати, може розпочатися спонтанний гемостаз. Він характеризується звуженням судин, активацією тромбоцитів та згортальної системи крові. Під час цього утворюється тканинний та кров'яний тромбопластин, протромбін перетворюється на тромбін, утворюється фібрин, який власне і зупиняє кровотечу. Процес може не розпочатись або відбуватись вкрай повільно, якщо в організмі присутні порушення згортання крові, наприклад  гемофілія.
До інших процесів, за допомогою яких організм може адаптуватися до крововтрати належать: олігоурія, веноспазм, гіпервентиляція, прилив тканинної рідини, активація адреналінової системи, активація гемопоезу тощо.

## Крововтрата як метод забою тварин
Крововтрата використовується як один з методів забою тварин. Перед тим, як зробити смертельний надріз, тварину роблять нечутливою до болю різними методами, зокрема, за допомогою електричного струму або хімічних речовин. Без попереднього знеболення, процес може викликати занепокоєння у тварини та гострий біль, в той час як забій за правильних умов не завдає тварині болю, чи страждань.
Процес відбувається таким чином. Тварину кладуть на землю та перерізають яремну вену, сонну артерію та трахею. Кров починає текти вільно, а тому смерть настає за лічені секунди. Безперервна робота серця під час забою підвищує тиск рідини в крові та пришвидшує смерть. Зменшення кількості циркулюючої крові поступово призводить до послаблення функцій серця, одночасно з відмиранням інших частин тіла. Залежно від виду тварини, процес триває від 10 до 60 секунд. Цей період може збільшитися до кількох хвилин, якщо виникають ускладнення, такі як артеріальна оклюзія.